# 月刊ドラゴンエイジ
『月刊ドラゴンエイジ』（げっかんドラゴンエイジ、Dragon Age）は、KADOKAWA（富士見書房ブランド）発行の月刊漫画雑誌。発売日は毎月9日。2003年4月に同社発行の『月刊コミックドラゴン』と『月刊ドラゴンジュニア』を合併して創刊。『この素晴らしい世界に祝福を!』等のメディアミックス作品が多い。増刊として『ヤングドラゴンエイジ（旧名・別冊ドラゴンエイジ）』、『ドラゴンエイジピュア』、『アニコレドラゴン』等がある。
本誌オリジナルの作品では『マケン姫っ!』（武田弘光）、『トリアージX』（佐藤ショウジ）などがテレビアニメ化がされている。

## 沿革
- 2003年4月9日 - 創刊。
- 2007年 - 前身の『コミックドラゴン』時代から数えて創刊15周年を迎える。
- 2008年4月9日 - 同年5月号にて創刊5周年を迎え、表紙ロゴデザインをリニューアルする。
- 2009年4月9日 - 同年5月号より、増刊『ドラゴンエイジピュア』の連載作品を統合し、ページ数が大幅に増加する。
- 2010年12月9日 - 単行本レーベルが旧『ドラゴンジュニア』より継承した「カドカワコミックス・ドラゴンJr.」から「ドラゴンコミックスエイジ」へ変更される。
- 2011年8月9日 - 同誌初のデジタルコミック誌『エイジプレミアム』が創刊。
- 2012年11月 - Twitterアカウントを開設。
- 2013年4月9日 - 同年5月号にて創刊10周年を迎える。
- 2015年7月9日 - 同年8月号より、『エイジプレミアム』の休刊に伴い、同誌の連載作品を統合する。
- 2016年2月5日 - デジタルコミックサイトとしてニコニコ静画に公式チャンネル『ドラドラドラゴンエイジ』が開設。
- 2016年4月9日 - 同年5月号にて創刊13周年となり、表紙ロゴデザインがマイナーチェンジされる（DAの表記が追加）。
- 2023年4月9日 - 同年5月号にて創刊20周年を迎え、表紙ロゴデザインを15年ぶりにリニューアル。

## 歴代編集長
- 原田崇史
- 小澤健志[1]

## 主な連載作品
- ●は『コミックドラゴン』から移籍した作品。
- ▲は『ドラゴンジュニア』から移籍した作品。
- ★は増刊『ドラゴンエイジピュア』から移籍した作品。
- ■はドラゴンマガジン別冊『ちょこドラ』から移籍した作品。
- ◀は『エイジプレミアム』から移籍した作品。
- ○は『ドラドラしゃーぷ＃』から移籍した作品。

### 連載中
2025年9月号現在。
- 異界撤退パラベラム（いのうえ空）
- 異世界でスキルを解体したらチートな嫁が増殖しました 概念交差のストラクチャー（原作：千月さかき 作画：カタセミナミ キャラクター原案：東西）
- 異世界のんびり農家（原作：内藤騎之介 作画：剣康之 キャラクター原案：やすも）
- 異世界のんびり農家の日常（原作：内藤騎之介 作画：ユウズィ キャラクター原案：やすも）
- 異世界ゆるっとサバイバル生活 〜学校の皆と異世界の無人島に転移したけど俺だけ楽勝です〜（原作：絢乃 作画：西尾洋一 キャラクター原案：乾和音）
- 四姉妹は夜をおまちかね（原作：保住圭 作画：Bcoca）
- 王子な姫とヒメな僕（三雲ジョージ）
- 乙女ゲー世界はモブに厳しい世界です【共和国編】（原作：三嶋与夢 作画：行々狸 キャラクター原案：孟達 構成：マツリセイシロウ 制作：FTops）
- 俺が異世界のご主人さま!? 〜誰でも『俺の専属メイド』にするスキルを手に入れた件〜（タコヤキロック）
- Only Sense Online -オンリーセンス・オンライン-（原作：アロハ座長 作画：羽仁倉雲 キャラクター原案：ゆきさん）◀
- ゲーム オブ ファミリア -家族戦記-（原作：山口ミコト 作画：D.P）
- 恋人のフリのフリ（むねひろ）
- この素晴らしい世界に祝福を!（原作：暁なつめ 作画：渡真仁 キャラクター原案：三嶋くろね）
- 金色の文字使い-勇者四人に巻き込まれたユニークチート-（原作：十本スイ 作画：尾﨑祐介 キャラクター原案：すまき俊悟）◀
- 弱者男子と魔法恥女（制作：FTops、漫画：マツリセイシロウ）
- ジュニアハイスクールD×D（原作：東雲立風 原案・監修：石踏一榮 作画：おじょ キャラクター原案：みやま零）
- ストラテジックラバーズ（三色網戸。）
- 青春は三角形のループ（原作：保住圭 作画：ミト）
- 大衆食堂アロンダール亭〜崖っぷちおじさんシェフ、わがまま王女と【女王の料理人】目指します〜（原作：ゆちば 作画：村山なちよ）
- 男子高校生、乙女ゲームの悪役令嬢に転生する。（三浦純）
- ダンジョン攻略のためなら、ラブコメしなくちゃダメですか？（原作：ふか田さめたろう 作画：うのせろ）
- ちゃんと吸えない吸血鬼ちゃん（二式恭介）
- デスマーチからはじまる異世界狂想曲（原作：愛七ひろ 作画：あやめぐむ キャラクター原案：shri）◀
- 転生コロシアム〜最弱スキルで最強の女たちを攻略して奴隷ハーレム作ります〜（原作：はらわたさいぞう 作画：zunta）
- トリアージX（佐藤ショウジ）
- トリニティセブン 7人の魔書使い（原作：サイトウケンジ 作画：奈央晃徳）
- ハニートラップ・シェアハウス（原作：久慈マサムネ 作画：神月洸壱）
- フルメタル・パニック！ Family（原作：賀東招二 作画：神反ヲ鬚 キャラクター原案：四季童子）
- 放課後はケンカ最強のギャルに連れこまれる生活 彼女たちに好かれて、僕も最強に!?（原作：亜逸 作画：あおやぎ孝夫 キャラクター原案：kakao）
- 没落予定なので、鍛冶職人を目指す（原作：CK 作画：石田彩 キャラクター原案：かわく）
- ポンコツ勇者パーティー、竜をひろう（優風）
- 米原くんはつよつよギャルから離れられない（川村拓）
- マルチバースの私、恋していいですか？（いちき）
- みだりに憑かせてはなりません（栗田あぐり）
- 村人ですが何か？（原作：白石新 作画：鯖夢 キャラクター原案：白蘇ふぁみ）
- ヤむにやまれぬ！〜転生賢者の平穏（？）な日常〜（ぱらボら）
- レジェンド（原作：神無月紅 作画：たかの雅治 キャラクター原案：夕薙）

### 休載中
- A君(17)の戦争 I, THE TYCOON?（原作・シナリオ：豪屋大介 作画：松本規之）
- 俺フェチ いちごちゃん気をつけて!（桑原ひひひ）●
- ことなり祓い（soba）
- 今世は五縁がありますように!（ゆきの）
- ジンキ・エクステンド 〜リレイション〜（綱島志朗）
- てつなぎこおに。（蒼樹うめ）★
- ピクシーゲイル（宮下未紀）
- ブラック嫁によろしく!（赤衣丸歩郎）

### 連載終了
この項では、各作品の連載開始の年代別に記述するが、●などの記号が付記されている作品は移籍年代に合わせて記述する。

#### 2003年
- 逢魔にドキドキ!（伊東岳彦）●
- オルフィーナSAGA（天王寺きつね）●
- かりん（影崎由那）
- キディ・グレイドVS（原作：gimik・GONZO 作画：ふぢまるありくい）▲
- ギャラクシーエンジェル（原作：水野良 作画：かなん）▲
- クロノクルセイド（森山大輔）●
- 黒蘭 -反逆の黒髪-（近藤るるる）●
- 新・天地無用!魎皇鬼（奥田ひとし）▲
- 真・女神転生III NOCTURNE（沢樹隆広）
- SCRATCH!（天野シロ）
- スクラップド・プリンセス 〜逃亡者達の協奏曲〜（原作：榊一郎 作画：矢吹豪 キャラクター原案：安曇雪伸）●
- すぱすぱ（三宅大志）●
- スレイヤーズ -水竜王の騎士-（原作：神坂一 作画：トミイ大塚 キャラクター原案：あらいずみるい）▲
- ゼロイン（いのうえ空）
- ツバメしんどろ〜む（茜虎徹）
- Di gi charatでじこのススメ（原作・キャラクター原案：コゲどんぼ 作画：とろろ）
- 土ワイ4 -京都藁人形殺人事件-（とり・みき×ゆうきまさみ）●
- (ニコ)（タカハシマコ）
- のえる☆evolution -Aquarian Age-（原作：ブロッコリー・中井まれかつ 作画：羽々キロ・翔音あや）▲
- BK.ブレイド（東雲太郎）
- 風水先生 Dr.このは（原作：寺田とものり 作画：C-SHOW）
- フルメタル・パニック!（原作：賀東招二 作画：館尾冽 キャラクター原案：四季童子）●
- まぶらほ（原作：築地俊彦 作画：宮下未紀 キャラクター原案：駒都えーじ）
- マリアナ伝説（田丸浩史）●
- モンスターコレクション デーモン・ハート（西川秀明）▲
- やえかのカルテ（武田日向）●

#### 2004年
- Variante -ヴァリアンテ-（杉基イクラ）
- 仮面のメイドガイ（赤衣丸歩郎）
- 言巫女のすずり（酒月ほまれ）
- シールオンライン ワンダリングPT（原作：YNK JAPAN 作画：まったくモー助）
- ツイてるカノジョ（原作：雑破業 作画：藤真拓哉）
- デビル17 放課後の凶戦士（原作：豪屋大介 作画：西条真二）
- のどかnobody（原作：田山りく 作画：及川雅史）
- まぶらほ Colorful Comic（原作：築地俊彦 作画：浅草寺きのと キャラクター原案：駒都えーじ）
- 魔法少女猫X（おりもとみまな）
- 魔法遣いに大切なこと 太陽と風の坂道（原作：山田典枝 作画：よしづきくみち）

#### 2005年
- Kiyoshirou伝奇ファイル（原作：和田慎二 作画：細雪純）
- ザ・サード -砂漠の星のアプレンティスガール-（原作：星野亮 作画：伊藤有子 キャラクター原案：後藤なお）
- 創聖のアクエリオン 未来神話（作画：高嘴政宗 原案：サテライト・河森正治）
- 天国から見ていた海（原作：青洲嘉 作画：桜井優）
- ドロテア 〜魔女の鉄鎚〜（Cuvie）
- フルメタル・パニック!Σ（原作：賀東招二 作画：上田宏 キャラクター原案：四季童子）
- ナマラ! my love（原作：矢崎充彦 作画：春日旬）
- レイモンド（田丸浩史）

#### 2006年
- いいなり! あいぶれーしょん（中嶋ちずな）
- おたくの娘さん（すたひろ）
- おまもりひまり（的良みらん）
- 学園黙示録 HIGHSCHOOL OF THE DEAD（原作：佐藤大輔 作画：佐藤ショウジ）
- Kanon -ホントの想いは笑顔の向こう側に-（原作：Key 作画：霜月絹鯊）
- 京四郎と永遠の空（介錯）
- 砂沙美 -魔法少女クラブ-（原作：AIC・BeSTACK 作画：M田あきまさ）
- 奏光のストレイン（作画：U.G.E 原案：スタジオ・ファンタジア）
- 電車学園モハモハ組（恵知仁）
- トップをねらえ2!（原作：ガイナックス・鶴巻和哉 作画：茜虎徹）
- ハゲルヤ!（原作：福本岳史 作画：北河トウタ）
- BLACK BLOOD BROTHERS（原作：あざの耕平 作画：フジノ明亜・米倉サトル キャラクター原案：草河遊也）
- 水色スプラッシュ（原作：舞阪洸 作画：紫☆にゃー）
- みぞれの教室（日高トモキチ）
- ロリコンフェニックスB・L（松林悟）

#### 2007年
- ARMORED CORE TOWER CITY BLADE（作画：氷樹一世 監修協力：フロム・ソフトウェア / 後藤広幸）
- 風の聖痕 -紅炎の御子-（原作：山門敬弘 作画：猫都夏椅 キャラクター原案：納都花丸）
- 鋼殻のレギオス MISSING MAIL（原作：雨木シュウスケ 作画：清瀬のどか キャラクター原案：深遊）
- ご愁傷さま二ノ宮くん（原作：鈴木大輔 作画：鈴呂灰司・浜田レイジ キャラクター原案：高苗京鈴）
- 砂糖菓子の弾丸は撃ちぬけない（原作：桜庭一樹 作画：杉基イクラ）
- 死神とチョコレート・パフェ（原作：花凰神也 作画：森崎くるみ キャラクター原案：夜野みるら）
- 水色スプラッシュ 2nd season（原作：舞阪洸 作画：紫☆にゃー）
- ルーンファクトリー2（原作：はしもとよしふみ 作画：ふぢまるありくい）
- ロケットナイツ（ねこたま。）

#### 2008年
- おそって♥オオカミくん（ゆきやなぎ）
- クリムゾングレイヴ（三宅大志）★
- 鋼殻のレギオスの4コマ フェリの詩（原作：雨木シュウスケ 作画：双葉ますみ キャラクター原案：深遊）
- GOSICK（原作：桜庭一樹 作画：天乃咲哉 キャラクター原案：武田日向）
- シュラキ（原作・監修：レッド・エンタテインメント×グッドスマイルカンパニー 作画：高槻ナギー）
- スレイヤーズREVOLUTION・スレイヤーズEVOLUTION-R（原作：神坂一 作画：氷樹一世 キャラクター原案：あらいずみるい）
- 生徒会の一存（原作：葵せきな 作画：10mo キャラクター原案：狗神煌）★
- セイバーマリオネットi 〜ネオジェネ〜（原作：あかほりさとる 作画：大朋めがね）
- 絶対☆アイドル（原作：須田洋 作画：ぎん太 協力：チュアブルソフト）
- ソード・ワールド2.0 リトル・ソーサラー ミュクス -暇猫亭の冒険者たち-（原作：グループSNE 作画：猫むらモトキ ストーリー：猫むらシンノ）
- ちぇり×ちぇり CHERRY×CHERRY（そりむらようじ）
- 伝説の勇者の伝説（原作：鏡貴也 作画：長蔵ヒロコ キャラクター原案：とよた瑣織]）
- ななみくす! nana mix!（茜虎徹）
- 碧海のAiON（影崎由那）
- ルミナスアーク2 ウィル（原作：マーベラスエンターテイメント 作画：楽人満願）

#### 2009年
- 異国迷路のクロワーゼ（武田日向）★
- いつか天魔の黒ウサギ（原作：鏡貴也 作画：あさひな栞 キャラクター原案：榎宮祐）
- うたヒメ!（住吉文子）
- おまもりひまり 緋鞠のおぱんちゅ（原作：的良みらん 作画：にくばなれ）
- 俺たちに翼はない-berceuse-（原作：Navel 作画：しのづかあつと）
- 影のレ・ヴォルゥ Lupin du Masque 〜仮面怪盗リュパン〜（原案・設定協力：渋川六歩 作画：松本規之）
- かみせん。（百瀬武昭）
- ぎふと（山田J太）
- 最近のヒロシ。（田丸浩史）
- シニガミトリロジー（真島悦也）
- せんごくっ!? 〜悠久乱世恋華譚〜（原作：Rusty Soul 作画：或十せねか）
- bee-be-beat it! びーびーびーといっと! -天神学園浪漫あるばむ-（原作：神野正樹 作画：ほんだありま キャラクター原案：いとうのいぢ）★
- 5th -フィフス-（KIMちー）
- マケン姫っ! -MAKEN-KI!-（武田弘光）★
- Mission!すくーる（大見武士）
- めいでい☆どりーみん! May?Day!Dreaming（玲衣）
- メイのないしょ（日下皓）★
- ラズベリーフィールドの魔女（宮城とおこ）★

#### 2010年
- 学園伝勇伝（S.濃すぎ）
- 学園黙示録ハイスクール・オブ・ザ・ヘッド（原作：佐藤大輔 作画：サンカクヘッド キャラクター原案：佐藤ショウジ）
- 神さまのいない日曜日（原作：入江君人 作画：肋兵器 キャラクター原案：茨乃）
- これはゾンビですか?（原作：木村心一 作画：さっち キャラクター原案：こぶいち、むりりん）
- これはゾンビですか? はい、4コマ風味です。（原作：木村心一 作画：むうば キャラクター原案：こぶいち、むりりん）
- 最近のデッド。（原作：佐藤大輔 作画：田丸浩史 キャラクター原案：佐藤ショウジ）
- 最近、妹のようすがちょっとおかしいんだが。（松沢まり）
- 〆切様におゆるしを（上田キク）
- 大悪姑娘 〜だいあくくーにゃん〜（原作：雑賀礼史 作画：小川マサシ）
- ハイスクールD×D（原作：石踏一榮 作画：みしまひろじ キャラクター原案：みやま零）■
- 彼岸花の咲く夜に（原作：竜騎士07 作画：つのはず壱郎 キャラクター原案：西E田）
- 8.1 山田悠介劇場（原作：山田悠介 作画：U.G.E）
- ましゅマジ!（望月奈々）

#### 2011年
- 異国迷路のアリスちゃん（原作：武田日向 作画：林雄一）
- いつか天魔の大うさぎ（原作：鏡貴也 作画：たにたけし キャラクター原案：榎宮祐）
- 京アミ!（ポルリン）
- CRIMEZONE -クリム・ゾン-（原作：山本賢治 作画：刻夜セイゴ）
- ジャッジメント・オーバーマン 〜放課後の結社〜（原作：東出祐一郎　作画：九二枝　キャラクター原案：中央東口）
- 生徒会の日常（原作：葵せきな 作画：アシオ キャラクター原案：狗神煌）
- だから僕は、Hができない。（原作：橘ぱん 作画：岡霧硝 キャラクター原案：桂井よしあき）■
- 厨二くんを誰か止めて!（サンカクヘッド）
- ハイスクールD×D アーシア&小猫 ヒミツのけいやく!?（原作：石踏一榮 作画：ヒロイチ キャラクター原案：みやま零）
- H+P -ひめぱら-（原作：風見周 作画：林ふみの キャラクター原案：ひなた睦月）■
- BLOODY MAIDEN 〜十三鬼の島〜（原作：タイダ菊彦 作画：華尾ス太郎）
- ぺろわん! -早くシなさい! ご主人さま♪-（由伊大輔）
- ボクとカノジョの恋愛目録（コイログ）（監修：すかぢ 作画：咲良）
- まけんきっ! イナホとゆかいな仲間たち（原作：武田弘光 作画：津留崎優）
- マテリアルゴースト（原作：葵せきな 作画：星野円 キャラクター原案：てぃんくる）
- RPG W(・∀・)RLD ―ろーぷれ・わーるど―（原作：吉村夜 作画：遠野ノオト キャラクター原案：てんまそ）■

#### 2012年
- あいまねっ 〜悪魔な彼女をプロデュース〜（櫻井マコト）
- ガン×クローバー（原作：山口ミコト 作画：D.P）
- 鬼龍院カヤに血を吸われるだけの簡単なおしごと（三色網戸。）
- これはゾンビですか? はい、めっちゃ4コマです。（原作：木村心一 作画：門瀬粗 キャラクター原案：こぶいち、むりりん）
- 大帝都エトランゼ捜査線（七竈アンノ）
- 対魔導学園35試験小隊（原作：柳実冬貴 作画：華尾ス太郎 キャラクター原案：切符）
- デート・ア・ストライク（原作：橘公司 作画：鬼八頭かかし キャラクター原案：つなこ）
- 東京レイヴンズ RED AND WHITE（原作：あざの耕平 作画：望月あづみ キャラクター原案：すみ兵）
- 12BEAST（オカヤド）◀
- ドラゴンズ ライデン（渡辺つよし）
- ライジン×ライジン RISING×RYDEEN（原作：初美陽一 作画：福原蓮士 キャラクター原案：パルプピロシ）
- ログ・ホライズン 〜西風の旅団〜（原作：橙乃ままれ 作画：こゆき キャラクター原案：ハラカズヒロ）◀

#### 2013年
- イナバラビッツ（千明太郎）
- 地獄ようちえん（原作：テンキャラグランプリ 作画：軍島曹一郎）
- 冴えない彼女の育てかた（原作：丸戸史明 作画：守姫武士 キャラクター原案：深崎暮人）
- 新 生徒会の一存（原作：葵せきな 作画：すえみつぢっか キャラクター原案：狗神煌）
- ダイン・フリークス（原作：鋼屋ジン（ニトロプラス） 作画：空十雲）
- DOLLS FALL ドールズ・フォール（原作：祁答院慎 作画：三色網戸。）
- 私立六門学園モンコレ部（原作：グループSNE・富士見書房・ブシロード 作画：七）
- ハル姉が僕に××する理由（大見武士）
- ハンドレッド（原作：箕崎准 作画：SASAYUKi キャラクター原案：大熊猫介（ニトロプラス））
- フルメタル・パニック!0（原作：賀東招二 作画：カサハラテツロー キャラクター原案：四季童子）
- BLAZBLUE（原案：アークシステムワークス 作画：吉岡榊 監修：森利道（アークシステムワークス））
- みくり学園スイーツ部（ポルリン）
- モンコれ! アイリちゃん（原作：グループSNE・富士見書房・ブシロード 作画：みずさき。）
- 勇者になれなかった俺はしぶしぶ就職を決意しました。（原作：左京潤 作画：森みさき キャラクター原案：戌角柾）

#### 2014年
- 甘城ブリリアントパーク（原作：賀東招二 作画：吉岡公威 キャラクター原案：なかじまゆか）
- 甘城ブリリアントパーク?ふも（原作：賀東招二 作画：東皓司 キャラクター原案：なかじまゆか）
- アンジュ・ヴィエルジュ リンケージ（原案：アンジュ・プロジェクト 原作：駒尾真子 作画：吉岡榊）
- オレと彼女の萌えよペン（原作：村上凛 作画：森みさき キャラクター原案：秋奈つかこ）
- おやすいみん部（久遠まこと）
- 高校の日常（ハードボイルドよし子）
- 駒ひびき（原作：むらさきゆきや・さがら総 作画：水鳥なや 監修：高橋道雄）
- 新人声優・磯部恵子どこへ行く?（磯部恵子）
- スカイ・ワールド（原作：瀬尾つかさ 作画：久遠まこと キャラクター原案：武藤此史）
- デート・ア・パーティー（原作：橘公司 作画：ひなもりゆい キャラクター原案：つなこ）
- 東京レイヴンズ -Girls Photograph-（原作：あざの耕平 作画：横山コウヂ キャラクター原案：すみ兵 構成：待田堂子）
- 入ってますよ、HENTAIさん。（むねきち）
- ヴァルキュリヤ内燃機関（貴島煉瓦）
- 放課後ラッキーガール（菅原健二）
- 魔法使い候補生と魔王さま（幸奈ふな）
- 魔法少女ここねはかく語りき（七六）

#### 2015年
- エクスメイデン（原作：ランバート 作画：みなづきふたご キャラクター原案：FBC）
- 軍オタが魔法世界に転生したら、現代兵器で軍隊ハーレムを作っちゃいました!?（原作：明鏡シスイ 作画：止田卓史 キャラクター原案：硯）
- 屍者の帝国（原作：伊藤計劃・円城塔 作画：樋野友行）
- せいぐりっど☆だーくねす（ぷらぱ）
- トリニティセブン レヴィ忍伝（原作：サイトウケンジ 作画：華尾ス太郎 キャラクター原案：奈央晃徳）
- 追憶のアペイロン（原作：草下シンヤ 作画：加藤拓弐）
- 哲学さんと詭弁くん（里好）
- 煉獄デッドロール（原作：河本ほむら 作画：吉村英明）

#### 2016年
- 冴えない彼女の育てかた Girls Side（原作：丸戸史明 作画：守姫武士 キャラクター原案：深崎暮人）
- シックス・バレッツ（大沢祐輔）
- 孫子のアイドル兵法!（わだぺん。）
- チェインクロニクル 〜ヘクセイタスの閃〜（原作：セガ・チェンクロ・フィルムパートナーズ 作画：あさひな栞）
- 非オタの彼女が俺の持ってるエロゲに興味津々なんだが……（原作：滝沢慧 作画：草壁レイ キャラクター原案：睦茸）
- BLAZBLUE VARIABLEHEART ブレイブルー ヴァリアブルハート（原作：森利道（アークシステムワークス） 作画：スメラギ）

#### 2017年
- エクスタス・オンライン（原作：久慈マサムネ 作画：鬼八頭かかし キャラクター原案：平つくね）
- 可愛ければ変態でも好きになってくれますか?（原作：花間燈 作画：CHuN（Friendly Land） キャラクター原案：sune）
- グリム&グリッティ（原作：深山ユーキ 作画：葉生田采丸）
- シネマこんぷれっくす!（ビリー）
- 鉄鍋のジャン!!2nd（西条真二 監修：今井亮、ムラヨシマサユキ）
- トリニティセブン リーゼクロニクル（原作：サイトウケンジ 作画：阿倍野ちゃこ キャラクター原案：奈央晃徳）
- BOYS BE… 〜young adult〜（原作：イタバシマサヒロ 作画：玉越博幸）

#### 2018年
- 剣士を目指して入学したのに魔法適性9999なんですけど!?（原作：年中麦茶太郎 作画：limAn&惟丞（Friendly Land） キャラクター原案：りいちゅ）
- アルカフス（原作：村山渉 作画：御影夏）
- 俺が好きなのは妹だけど妹じゃない（原作：恵比寿清司 作画：成田コウ キャラクター原案：ぎん太郎）
- デスマーチからはじまる異世界狂想曲 Ex アリサの王女異世界奮闘記（原作：愛七ひろ 作画：瀬上あきら キャラクター原案：shri）
- トリニティセブン セブンデイズ（原作：サイトウケンジ 作画：森みさき キャラクター原案：奈央晃徳）
- ひそねとまそたん（原作：BONES・樋口真嗣・岡田麿里 作画：青木俊直 ストーリー協力：和場明子）
- この勇者が俺TUEEEくせに慎重すぎる（原作：土日月 作画：こゆき キャラクター原案：とよた瑣織）

#### 2019年
- 異世界出版の編集さん（緑青黒羽）
- 鬼哭の忌能使い（原作：姫ノ木あく 作画：今田秀士）
- 死もまた死するものなれば（原作：海法紀光・桜井光 作画：狛句 協力：モンスターラウンジ）

#### 2020年
- 魔王学園の反逆者 〜人類初の魔王候補、眷属少女と王座を目指して成り上がる〜（原作：久慈マサムネ 作画：溝口ぜらちん キャラクター原案：kakao）

#### 2021年
- ブラッド・ドゥーム（青木翔吾）
- 異世界転生者殺し-チートスレイヤー-（原作：河本ほむら 作画：山口アキ） - 1話のみで連載中止[2]
- 名探偵なんかじゃない! 〜高校生探偵バトルロイヤル〜（森田俊平）
- 急に姉ができまして!（緑青黒羽）

#### 2022年
- 乙女ゲー世界はモブに厳しい世界です（原作：三嶋与夢 作画：潮里潤 キャラクター原案：孟達）○
- デスマーチからはじまる異世界幸腹曲（原作：愛七ひろ 作画：つむみ キャラクター原案：shri）◀
- 乙女ゲー幼稚園はモブに厳しい幼稚園です（原作：三嶋与夢 作画：近江のこ キャラクター原案：孟達）
- 咲う アルスノトリア すんっ!（原案：「咲う アルスノトリア」より（NITRO PLUS/GOOD SMILE COMPANY） 漫画：はっとりまさき）
- 黒猫ニャンゴの冒険 〜レア属性を引き当てたので、気ままな冒険者を目指します〜（原作：篠浦知螺、キャラクター原案：四志丸、作画：佐藤夕子）

#### 2023年
- ひかる to ヒカル（原作：原田重光 作画：仙道八）
- 恋はあはれに！〜女流作家たちによる恋愛代理戦争〜（緋原俊介）

#### 2024年
- これが魔法使いの切り札（原作：羊太郎、作画：黒江景秋、キャラクター原案：三嶋くろね）

## 主な読切作品

### エイジプレミアムより再掲載
- 織田信奈の野望 ひめさまといっしょ（原作：春日みかげ 作画：みなづきふたご キャラクター原案：みやま零）（2012年2月号・4月号掲載）
- マケン姫っ! <開!!>（武田弘光）（2012年6月号掲載）
- BLAZBLUE リミックスハート（原案：森利道（アークシステムワークス） 原作：赤尾でこ 作画：スメラギ）（2012年8月号掲載）
- 問題児たちが異世界から来るそうですよ? 乙（ゼット）（原作：竜ノ湖太郎 作画：坂野杏梨 キャラクター原案：天之有）（2012年9月号掲載）
- 魔王が家賃を払ってくれない（漫）（原作：伊藤ヒロ 作画：水瀬せり キャラクター原案：魚）（2012年10月号掲載、2013年8月号掲載）
- しゅらばら!（原作：岸杯也 作画：渡真仁 キャラクター原案：プリンプリン）（2012年11月号掲載）
- 12BEAST（オカヤド）（2013年2月号・12月号掲載）
- ログ・ホライズン 〜西風の旅団〜（原作：橙乃ままれ 作画：こゆき キャラクター原案：ハラカズヒロ）（2013年3月号・11月号、2014年4月号・11月号掲載）
- デイト・ア・オリガミ（原作：橘公司 作画：珠月まや キャラクター原案：つなこ）（2013年4月号・6月号・10月号掲載）
- ハイスクールD×D アクマのおしごと（原作：石踏一榮 作画：粗製SODA キャラクター原案：みやま零）（2013年8月号掲載）
- 艦これなのです!（原作：「艦これ」運営鎮守府 作画：七六）（2014年2月号掲載）
- ロック・ペーパー・シザーズ（原作：木村心一 作画：真楠 キャラクター原案：QP:flapper）（2014年2月号掲載）
- 勇者リンの伝説（原作：琴平稜 作画：小林徹郎 キャラクター原案：karory）（2014年4月号掲載）
- 学園チャイカ!（原作：榊一郎 作画：水瀬せり キャラクター原案：なまにくATK）（2014年5月号掲載）
- 金色の文字使い-勇者四人に巻き込まれたユニークチート-（原作：十本スイ 作画：尾﨑祐介 キャラクター原案：すまき俊悟）（2015年4月号掲載）
- デスマーチからはじまる異世界狂想曲（原作：愛七ひろ 作画：あやめぐむ キャラクター原案：shri）（2015年5月号掲載）
- Only Sense Online（原作：アロハ座長 作画：羽仁倉雲 キャラクター原案：ゆきさん）（2015年6月号掲載）

### 別冊ドラゴンエイジより再掲載
- 内定はファンタジーへ（緑青黒羽）（2018年5月号掲載）

### ドラドラドラゴンエイジ・ドラドラしゃーぷ#・ドラドラふらっと♭より再掲載
- トリニティセブンさん（原作：サイトウケンジ 作画：森みさき キャラクター原案：奈央晃徳）（2016年5月号、9月号掲載）
- とっても優しいあまえちゃん!（ちると）（2017年10月号掲載）
- 異種族レビュアーズ（原作：天原 作画：masha）（2017年10月号掲載）
- 宇崎ちゃんは遊びたい!（丈）（2018年8月号、2020年8月号掲載）
- ライブダンジョン!（原作：dy冷凍 作画：ことりりょう キャラクター原案：Mika Pikazo）（2018年10月号掲載）
- 魔石グルメ 魔物の力を食べたオレは最強!（原作：結城涼 作画：菅原健二 キャラクター原案：成瀬ちさと）（2019年12月号掲載）

### その他
- 状況開始っ!（的良みらん）（2006年2月号掲載）
- 超神ネイガー（奥田ひとし）（2006年8月号・2007年1月号掲載）
- ふたりぼっち伝説（佐藤ショウジ）（2007年9月号掲載）
- かりん（影崎由那）（2008年5月号及び2013年2月号掲載（番外編）・2008年6月号掲載（外伝））
- 鋼殻のレギオス（原作：雨木シュウスケ 作画：深遊）（2009年2月号掲載） ※ドラゴンエイジピュアVol.13掲載分を再掲
- いつか天魔の黒ウサギ（原作：鏡貴也 作画：あさひな栞 キャラクター原案：榎宮祐）（2009年10月号掲載） ※プレ掲載
- おまもりひまり 緋鞠のねこまんま（原作：的良みらん 作画：シロガネヒナ）（2010年3月号掲載）
- おまもりひまり ひまりのひみつごと（原作：的良みらん 作画：ねこねこ）（2010年4月号掲載）
- 影執事マルクの手違い（原作：手塚史詞 作画：COMTA）（2010年9月号掲載）
- 京アミ!（ポルリン）（2011年2月号掲載）
- これはゾンビですか? え〜と、ぬるぬる89センチですぅ（原作：木村心一　作画：しんやそうきち キャラクター原案：こぶいち、むりりん）（2012年6月号掲載） ※2話連続掲載
- 彼岸花の咲く頃に（原作：竜騎士07 作画：つのはず壱郎 キャラクター原案：西E田）（2013年1月号掲載（番外編））
- 碧海のAION番外編 星音 東京へ行く（影崎由那）（2013年1月号掲載）
- トリニティセブン 7人の漫画使い（菅原健二、D.P、七六、福原蓮士、山口ミコト、横山コウヂ、渡辺つよし）（2014年11月号掲載）
- 甘城ブリリアントパーク The Animation（原作：甘ブリ再生委員会 作画：羽咋あみ） ※ComicWalker掲載分を再掲
- ACUTE（原作：黒うさP、WhiteFlame 作画：あさひな栞）（2015年2月号掲載） ※ミルフィVol.1掲載分を再掲
- 残念女幹部ブラックジェネラルさん（jin）（2015年2月号掲載） ※同年6月号より定期連載化
- トリアージX トリビュート（三色網戸。、吉岡榊、渡辺つよし、えんど、奈央晃徳、華尾ス太郎、都尾琉、里好、双葉ますみ、武田弘光、D.P、菅原健二、由伊大輔）（2015年4月号 - 7月号掲載）
- 入ってますよ、HENTAIさん。（むねきち）（2015年6月号掲載（番外編））
- トリニティセブン コミック劇場（渡辺つよし、菅原健二、中嶋ちずな、三色網戸。、jin、オカヤド、水鳥なや、福原蓮士、森みさき、真楠、華尾ス太郎、羽仁倉雲、POKImari、吉岡榊、むねきち、武田弘光、ハードボイルドよし子、七六、守姫武士、あっつん、松林悟、佐藤ショウジ）（2015年11月号・12月号、2016年1月号・2月号掲載）
- このすば!アンソロ劇場（安部真弘、かにかまほか）（2016年7月号 - 掲載）
- 恥ずかしがり屋のサラマン娘さん（あゆか）（2017年2月号掲載） ※同年9月号より定期連載化
- 悪食王（村下玖臓）（2018年2月号掲載） ※電撃マオウより出張掲載
- 異国迷路のクロワーゼ（武田日向）（2018年2月号掲載）
- うさみんは構われたい!（緋原俊介）（2018年5月号掲載）
- 黒ギャルさんが来る!（竹下いつむ）（2019年6月号掲載） ※2020年3月号より作者名義変更のうえ定期連載化
- CHARLOTTE The Harlot（成田芋虫）（2020年2月号掲載、6月号掲載）

## アニメ化作品
月刊ドラゴンエイジ
| 作品                                       | 放送年          | アニメーション制作             | 備考     |
| ------------------------------------------ | --------------- | ------------------------------ | -------- |
| クロノクルセイド                           | 2003年-2004年   | GONZO DIGIMATION               |          |
| かりん                                     | 2005年-2006年   | J.C.STAFF                      |          |
| 京四郎と永遠の空                           | 2007年          | ティー・エヌ・ケー             |          |
| 仮面のメイドガイ                           | 2008年          | マッドハウス                   |          |
| おまもりひまり                             | 2010年          | ZEXCS                          |          |
| 学園黙示録 HIGHSCHOOL OF THE DEAD          | 2010年          | マッドハウス                   |          |
| 異国迷路のクロワーゼ                       | 2011年          | サテライト                     |          |
| マケン姫っ!                                | 2011年（第1期） | AICスピリッツ                  | OADあり  |
| マケン姫っ!                                | 2014年（第2期） | XEBEC                          | OADあり  |
| 最近、妹のようすがちょっとおかしいんだが。 | 2014年          | project No.9                   | OVAあり  |
| トリニティセブン 7人の魔書使い             | 2014年          | セブン・アークス・ピクチャーズ | 映画あり |
| トリアージX                                | 2015年          | XEBEC                          |          |
| ちゃんと吸えない吸血鬼ちゃん               | 2025年          | feel.                          |          |

ドラドラドラゴンエイジ・ドラドラしゃーぷ#・ドラドラふらっと♭
| 作品                               | 放送年          | アニメーション制作 | 備考 |
| ---------------------------------- | --------------- | ------------------ | ---- |
| 異種族レビュアーズ                 | 2020年          | パッショーネ       |      |
| 宇崎ちゃんは遊びたい!              | 2020年（第1期） | ENGI               |      |
| 宇崎ちゃんは遊びたい!              | 2022年（第2期） | ENGI               |      |
| ゲーセン少女と異文化交流           | 2025年          | ノーマッド         |      |
| 顔に出ない柏田さんと顔に出る太田君 | 2025年          | STUDIO POLON       |      |
| 魔のものたちは企てる               | 未公表          | ティー・エヌ・ケー |      |

## 発行部数
日本雑誌協会調べ、期間内における1号あたりの印刷証明付き平均印刷部数。
- 2003年9月 - 2004年8月：55,667部
- 2004年9月 - 2005年8月：46,167部
- 2005年9月 - 2006年8月：35,250部
- 2006年9月 - 2007年8月：30,083部
- 2007年10月 - 2008年9月：31,167部
- 2008年10月 - 2009年9月：28,667部
- 2009年10月 - 2010年9月：29,842部
- 2010年10月 - 2011年9月：31,188部
- 2011年10月 - 2012年9月：27,250部
- 2012年10月 - 2012年12月：23,000部

以下の部数は全国出版協会発行の「出版指標 年報」掲載の推定値であり、実数ではないので注意が必要である。
- 2013年1月 - 2013年12月：2万部
- 2014年1月 - 2014年12月：2万部
- 2015年1月 - 2015年12月：2万部

## ドラゴンコミックスエイジ
2009年12月9日に本誌掲載作品のレーベルとして、旧『月刊ドラゴンジュニア』より継承したカドカワコミックス・ドラゴンJr.に代わって刊行開始。既刊分がカドカワコミックス・ドラゴンJr.で発行されたタイトルの続巻も全てドラゴンコミックスエイジにレーベルを変更して刊行されている。
なお雑誌統合時に旧『コミックドラゴン』から引き続き連載された作品の内、既刊がA5判のドラゴンコミックスとして出版されてい森山大輔「クロノクルセイド」等の一部作品はドラゴンコミックスのまま刊行が継続された。

## ドラドラドラゴンエイジ・ドラドラしゃーぷ#・ドラドラふらっと♭
ドラドラドラゴンエイジ
2016年2月5日からニコニコ静画の公式チャンネルをプラットフォームにしたデジタルコミックサイト「ドラドラドラゴンエイジ」が配信される。月刊ドラゴンエイジからの再掲載や、ウェブサイト限定の作品の掲載を行っていたが、「ドラドラしゃーぷ#」の創設により、ウェブサイト限定の作品はそちらに移籍した。月刊ドラゴンエイジからの再掲載はこれまでどおり「ドラドラドラゴンエイジ」にて掲載されている。
2022年9月28日をもって閉鎖となり、更新のあった作品は「ドラドラしゃーぷ#」と「ドラドラふらっと♭」に移籍となった。
ドラドラしゃーぷ#
2018年12月7日からニコニコ静画の公式チャンネルをプラットフォームにしたデジタルコミックサイト「ドラドラしゃーぷ#」が創設されて「ドラドラドラゴンエイジ」からウェブサイト限定の作品はこちらへ移籍した。「ドラドラふらっと♭」の創設により、コミカライズ作品はそちらに移籍した。それ以外の作品はこれまでどおり「ドラドラしゃーぷ#」にて掲載されている。ComicWalker（現・カドコミ）内でも登場している。
ドラドラふらっと♭
2020年9月3日からニコニコ静画の公式チャンネルをプラットフォームにしたデジタルコミックサイト「ドラドラふらっと♭」が創設されて「ドラドラしゃーぷ#」からコミカライズ作品はこちらへ移籍した。ComicWalker（現・カドコミ）内でも登場している。